# Brenner (Gerät)

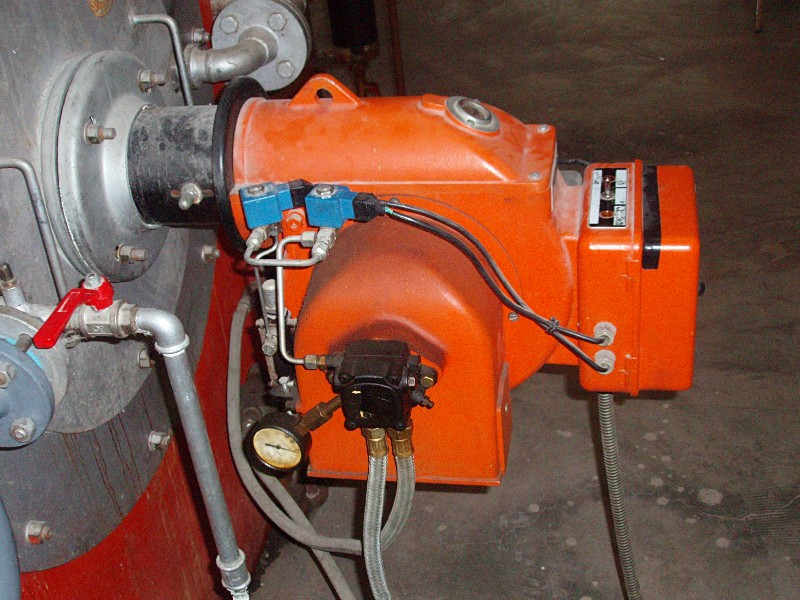
Brenner für leichtes Heizöl

Ein Brenner ist ein Gerät zur Umwandlung von chemischer in thermische Energie. Brenner können ausgelegt sein:
- für gasförmige Brennstoffe (z. B. Propan, Butan oder Erdgas)
- für flüssige Brennstoffe (z. B. Benzin, Dieselkraftstoff, Heizöl, Kerosin oder Petroleum).

Zweistoffbrenner sind in der Lage, sowohl flüssige als auch gasförmige Brennstoffe abwechselnd oder gleichzeitig zu verbrennen.
Es ist auch möglich, feste (möglichst feinkörnige) Brennstoffe einzusetzen.

## Grundlagen
Beim Brennerbetrieb wird ein Brennstoff mit (Luft-)Sauerstoff in einer kontinuierlichen Reaktion (Feuerung) unter Wärmeabgabe verbrannt. Die heißen Abgase werden durch einen Auslass in die freie Umgebung, einen Wärmeübertrager oder eine Wärmekraftmaschine (z. B. Turbine) abgegeben. Flüssige Brennstoffe werden durch Druckentspannung oder Hilfsmedien (z. B. Luft oder Dampf) zerstäubt.
Folgende Flammtypen werden unterschieden, die beiden turbulenten kommen in der Praxis häufig in technischen Anlagen vor:
|           | Diffusionsflamme                                                 | Vormischflamme                                                            |
| laminar   | z. B. Kerzenflamme                                               |                                                                           |
| turbulent | z. B. Direkteinspritzermotor, Düsentriebwerk, ältere Ölheizungen | z. B. Bunsenbrenner, Ottomotor mit Saugrohreinspritzung, neue Ölheizungen |

Eine weitere Unterscheidungsform ist die Art der Regelung:
- Einstufenbrenner (Ein-/Aus-Regelung)
- Zwei- oder Mehrstufenbrenner
- regelbare Brenner ("modulierende Brenner"), die stufenlos funktionieren.

Die Art des Brennstoffs, die Vermischung der Reaktionspartner und die Notwendigkeit der Flammenstabilisierung führen zu unterschiedlichsten Brennerbauarten, wie z. B. Punkt-, Flächen- oder Drallbrenner.

## Einsatz
Neben den „klassischen“ Einsatzmöglichkeiten zur Bereitstellung von Wärmeenergie werden Brenner auch in der Abgasreinigung angewendet. Sie werden bei der Reinigung von Abgasen mittels thermischer und regenerativer Nachverbrennung eingesetzt.

## Alternative Brennerverfahren
Eine ökologisch bessere Alternative zu den zuvor aufgelisteten Gasen ist der Wasserstoffbrenner. Dieser weist deutlich weniger Verunreinigungen auf. Lediglich die Stickoxidwerte sind teils recht hoch. Durch einen geeigneten Magerbetrieb können diese auf fast null reduziert werden.
Jedoch weist auch der Wasserstoffbrenner den Nachteil auf, dass ein stark erhitztes Gas auf eine Oberfläche, die erhitzt werden soll, gestrahlt wird und dann oft nur etwas abgekühlt in die Umgebungsluft transportiert wird. In diesen Fällen liegt der Wirkungsgrad der Wärmeübertragung bei Werten zwischen 20 % und 60 %. Zudem ist die Effizienz zur Wasserstoffgeneration über die Elektrolyse mit grob 30 % nicht sehr hoch.
Ein alternativer Brenner mit einem Wirkungsgrad der Wärmeübertragung von rund 90 % ist der GHz-Plasmabrenner. Die Effizienz der Mikrowellengeneration über wartungsfreie Halbleitergeneratoren liegt bei 48 % und über Magnetrongeneratoren für den industriellen Einsatz bei 64 %. In einem GHz-Plasma werden nur die leichten Elektronen im Plasma beschleunigt und deshalb ist es viel kälter als ein Plasma, das bei tieferen Frequenzen erzeugt wird. Auf der Oberfläche des zu erwärmenden Mediums rekombinieren die Ionen und die Elektronen. Dabei wird die Wärme erzeugt. Im Gegensatz zu Plasmen, die bei tieferen Frequenzen in der Luft erzeugt werden, erzeugt ein GHz-Plasma nur ganz wenig Ozon.
Ansonsten gibt es keine Verunreinigung der Luft.